# 청춘시대 2
《청춘시대 2》는 2017년 8월 25일부터 2017년 10월 7일까지 JTBC에서 방영된 JTBC 금토 드라마이다.

## 등장인물

### 주요 인물
- 한예리 : 윤진명(1989년생) 역 (아역 김하은)
- 한승연 : 정예은(1995년생) 역 (아역 박하랑, 현혜원)
- 박은빈 : 송지원(1995년생) 역 (아역 조서연)
- 지우 : 유은재(1997년생) 역 (아역 전혜인)
- 최아라 : 조은(1997년생) 역 (아역 정선하)

### 벨에포크 주변 남자들
- 김민석 : 서장훈 역
- 이유진 : 권호창 역
- 안우연 : 헤임달 (이진광) 역
- 손승원 : 임성민 역
- 신현수 : 윤종열 역

### 그 외
- 신세휘 : 안예지 역
- 하은설 : 한유경 역
- 최배영 : 송경아 역
- 김호정 : 조은의 어머니 역
- 김학선 : 조은의 아버지 역
- 김정영 : 지원의 어머니 역
- 남문철 : 지원의 아버지 역
- 이칸희 : 예은의 어머니 역
- 홍서준 : 예은의 아버지 역
- 이경심 : 은재의 어머니 역
- 서상원 : 은재의 새아버지 역
- 윤용준 : 신율빈 역
- 권수현 : 황우섭 역
- 고민시 : 지원의 학보사 후배 오하나 역
- 서은우 : 진명의 부서 선배 홍자은 역
- 권은수 : 은재의 과 동기 김한소영 역
- 펜타곤 : 아이돌그룹 아스가르드 역
  - 우석 : 토르 (박우석) 역
  - 진호 : 발두르 (최진호) 역
  - 신원 : 우르 (김신원) 역
  - 여원 : 티르 (신창구) 역
  - 유토 : 오딘 역
  - 키노 : 프레이르 역
- 이지하 : 호창의 어머니 역
- 정종열
- 김남진
- 임용순
- 조정문
- 김수정
- 박상용
- 박병욱
- 문현경 (목소리 출연)
- 황진희 (목소리 출연)
- 서은교
- 이재은 : 찜질방 카운터 아줌마 역
- 정수련
- 김수연
- 안대겸
- 임지민
- 정의순 : 오앤박 엔터테인먼트 오 이사 역
- 이다연
- 김범준
- 김근영
- 이혜라
- 조병규 : 은재의 소개팅남 조충환 역
- 김주아
- 손동화 : 커플남 역
- 김현주
- 박주리
- 장태민
- 조미녀
- 신연미
- 김예지
- 안서진
- 황명환 : 이실장 역
- 이인아
- 송재룡 : 오앤박 엔터테인먼트 경영지원팀 조 팀장 역
- 정영주
- 마민희
- 석보배
- 에이스 : 아이돌그룹 제5열 역
- 이충훈
- 정재훈
- 한희정 : 종열 모 (목소리) 역
- 지은우
- 윤예인
- 주부진 : 문효진의 외가 친척 역
- 이윤상 : 오앤박 엔터테인먼트 중역 역
- 정현석 : 교수 역
- 석보배
- 장은채 : 조은의 이복동생 조현 역
- 이규성
- 송진희
- 지웅배
- 정희나
- 함명진
- 방진원
- 김민혁 : 남궁철 역
- 이류경 : 시골 초등학교 여자아이 역
- 양진석 : 어린 시절 조은의 반 친구 역
- 정든해솔 : 어린 시절 조은의 반 친구 역
- 윤경호 : 문효진의 남자친구 역
- 후카밴드
- 권오진
- 여무영 : 송지원의 초등학교 미술선생님 한관영 역
- 공상아 : 한관영의 딸 역
- 한복희 : 정예은의 외할머니 역
- 장준호
- 육미라 : 정예은의 이모 역
- 정여원 : 조단 역
- 김승태
- 서혜진
- 강주희
- 오상화 : 정예은의 외삼촌 역
- 김희수
- 고비주 : 한관영의 외손녀 역
- 조민아 : 8년 후 누군가의 딸 역
- 오하나
- 민대식
- 임지영
- 이언정
- 서혜빈
- 김완기
- 성찬호
- 윤사봉
- 이청희
- 유민주
- 곽민규
- 박종무
- 함명진
- 방진원
- 정슬기
- 황연희 : 교장 역
- 강이서 : 진아 역
- 장해송

### 특별출연
- 류화영 : 강이나 역
- 김광식 : 외딴집 연쇄 살인범 역
- 지일주 : 고두영 역
- 윤박 : 박재완 역
- 최유화 : 문효진 역 (아역 박채원)
- 서예화 : EP.10

## 촬영지
- 연세대학교
- 약다방봄동 홍대본점 - 벨에포크
- 박달재수련원 썬팰리스
- 그린클라우드커피
- 모란미술관

## 시청률
최저 시청률과 최고 시청률은 시청률 조사회사와 지역별로 시청률에 차이가 있을 수 있습니다.
| 2017년 | 2017년   | 2017년                                       | 2017년                 | 2017년     | 2017년      |
| 회차   | 방송일   | 부제                                         | 에필로그               | AGB 시청률 | TNmS 시청률 |
| ------ | -------- | -------------------------------------------- | ---------------------- | ---------- | ----------- |
| 제1회  | 8월 25일 | 나는 작은 것에 열 받는다 #우리들             | 빈칸                   | 2.228%     | 2.5%        |
| 제2회  | 8월 26일 | 나는 겁쟁이다 #이방인                        | 찜질방에 간 하메들     | 2.405%     | 2.9%        |
| 제3회  | 9월 1일  | 나는 널 미워하기로 마음먹었다 #죄와 벌       | 바바리맨을 만난 하메들 | 1.657%     | 1.7%        |
| 제4회  | 9월 2일  | 나는 살아남았다 #이기적 유전자               | 하메들의 프사          | 2.431%     | 3.1%        |
| 제5회  | 9월 8일  | 나의 마음 갈대와 같도다 #첫사랑              | 하메들의 취중 토크     | 2.248%     | 2.8%        |
| 제6회  | 9월 9일  | 나는 기적이다 #잃어버린 시간을 찾아서        | 하메들의 가정통신문    | 2.817%     | 3.2%        |
| 제7회  | 9월 15일 | 나는 세상의 중심이었다 #주홍 글씨            | 하메들의 묘비명        | 2.839%     | 3.1%        |
| 제8회  | 9월 16일 | 나는 나를 부정한다 #고백                     | 속옷가게에 간 하메들   | 3.099%     | 3.0%        |
| 제9회  | 9월 22일 | 나는 상처가 되었다 #실낙원                   | 하메들의 자회상        | 2.772%     | 2.7%        |
| 제10회 | 9월 23일 | 나일지도 모른다 #확률                        | 빈칸                   | 3.145%     | 4.0%        |
| 제11회 | 9월 29일 | 나는 나를 배신했다 #추락                     | 1년 전, 은재와 종열    | 3.657%     | 3.6%        |
| 제12회 | 9월 30일 | 나는 나를 긍정한다 #스탠바이미               | 하메들의 전생          | 4.069%     | 4.2%        |
| 제13회 | 10월 6일 | 나는 나를 보았다 #모두 다 예쁜 말들          | 누구의 아이인가?       | 3.040%     | 2.8%        |
| 제14회 | 10월 7일 | 그들은 그들의 거울이 있다 #안녕 내일 또 만나 | 빈칸                   | 3.252%     | 4.1%        |

## 같이 보기
- 대한민국의 텔레비전 드라마 목록 (ㅊ)
- 2017년 대한민국의 텔레비전 드라마 목록